# 豹鮫
豹鮫（学名：Halaelurus buergeri），又名梅花鯊、沙條，为貓鮫科梅花鯊屬下的一个种，主要分布于西太平洋北纬20到39度之间的沿海地区，体长可达49厘米。
分布于印度尼西亚、日本九州西岸、朝鲜西南岸以及南海和东海南部等，属于暖水性近海底栖鱼类。该物种的模式产地在日本。